# Garypus gracilis
Garypus gracilis är en spindeldjursart som beskrevs av V. F. Lee 1979. Garypus gracilis ingår i släktet Garypus och familjen gammelekklokrypare. Inga underarter finns listade i Catalogue of Life.